# قشر شکمی داخلی پیش پیشانی
قشر شکمی میانی پیش پیشانی (به انگلیسی Ventromedial prefrontal cortex) یا خلاصه شده vmPFC یک بخش از قشر پیش پیشانی در مغز نخستی‌سانان می‌باشد. در لوب فرونتال و زیر نیم‌کره‌های مغز قرار گرفته است منطقه ای برای اتصال شبکه‌های بزرگ مانند تصمیم‌گیری، پردازش احساسات، خودآگاهی می‌باشد، همچنین در ارزیابی شناختی اخلاق درگیر است.یکی از مهم‌ترین عملکردهای آن پردازش ریسک و ترس است، همان‌طور که برای تصمیم‌گیری و خودلگامی بسیار حیاتی است. پردازش‌ها و تأثیراتی که بر تصمیم‌گیری می‌گذارد، بر اساس تاثیرپذیری آن از آمیگدال، تالاموس، لوب گیجگاهی و VTA است. اطلاعات انبوهی از این قشر تأثیر میگیرندکه نقاط فراوانی ار مغز را در بر میگرد خصوصاً آمیگدال.

## عملکرد

### تصمیم گیری
تصمیم گیری حاصل کارکرد شبکه گسترده ای از بخش های مختلف مغز میباشد که با استفاده از اطلاعات موجود بر اساس پیش‌بینی پاداش، تجربیات گذشته، ترس از عواقب، ترس از ناشناخته ارزش های فردی، هدف و برنامه ریزی بر اساس این موارد انتخاب کردن را برای فرد امکان پذیر می‌کند. سه بخش بسیار مهم در تصمیم گیری قشر خلفی جانبی پیش پیشانی، قشر اوربیتوفرونتال و قشر داخلی شکمی پیشانی. 
این قسمت از لوب پیشانی در تصمیم گیری بر اساس ارزش ها نقش مرکزی ایفا میکند و پاداش احتمالی را نیز ارزیابی میکند.